# Pseudoexeirarthra puncticollis

Pseudoexeirarthra puncticollis (лат.) — вид жуков-стафилинид рода Pseudoexeirarthra из подсемейства Pselaphinae (Staphylinidae). Новая Зеландия.

## Описание
Мелкие жуки-стафилиниды. Длина тела около 2 мм (до 2,6 мм). 6-10-й членики усика субквадратные, 2-5-й членики длиннее своей ширины. Основная окраска тела красновато-коричневая. Передние и задние фронтальные ямки (frontal foveae) и промезококсальные ямки отсутствуют; вдоль переднего края абдоминальных тергитов IV—VI развиты треугольных выступов; VIII стернит самок покрыт псевдостернитом.

## Систематика
Впервые был описан в 1911 году крупным новозеландским колеоптерологом Томасом Броуном (Thomas Broun; 1838—1919), и сначала входил в состав сборного родового таксона Sagola Sharp, 1874, а затем выделен в отдельный таксон как Pseudoexeirarthra puncticollis (Broun) в ходе ревизии рода, проведённой в 2015 году американскими колеоптерологами Jong-Seok Park (Louisiana State University, Baton Rouge, США) и Кристофером Карлтоном (Christopher Carlton, Louisiana State Arthropod Museum, Батон-Руж, США).